# Claverley
Claverley – wieś w Anglii, w hrabstwie Shropshire. Leży 36 km na południowy wschód od miasta Shrewsbury i 189 km na północny zachód od Londynu.